# Spinnenkop (vlees)

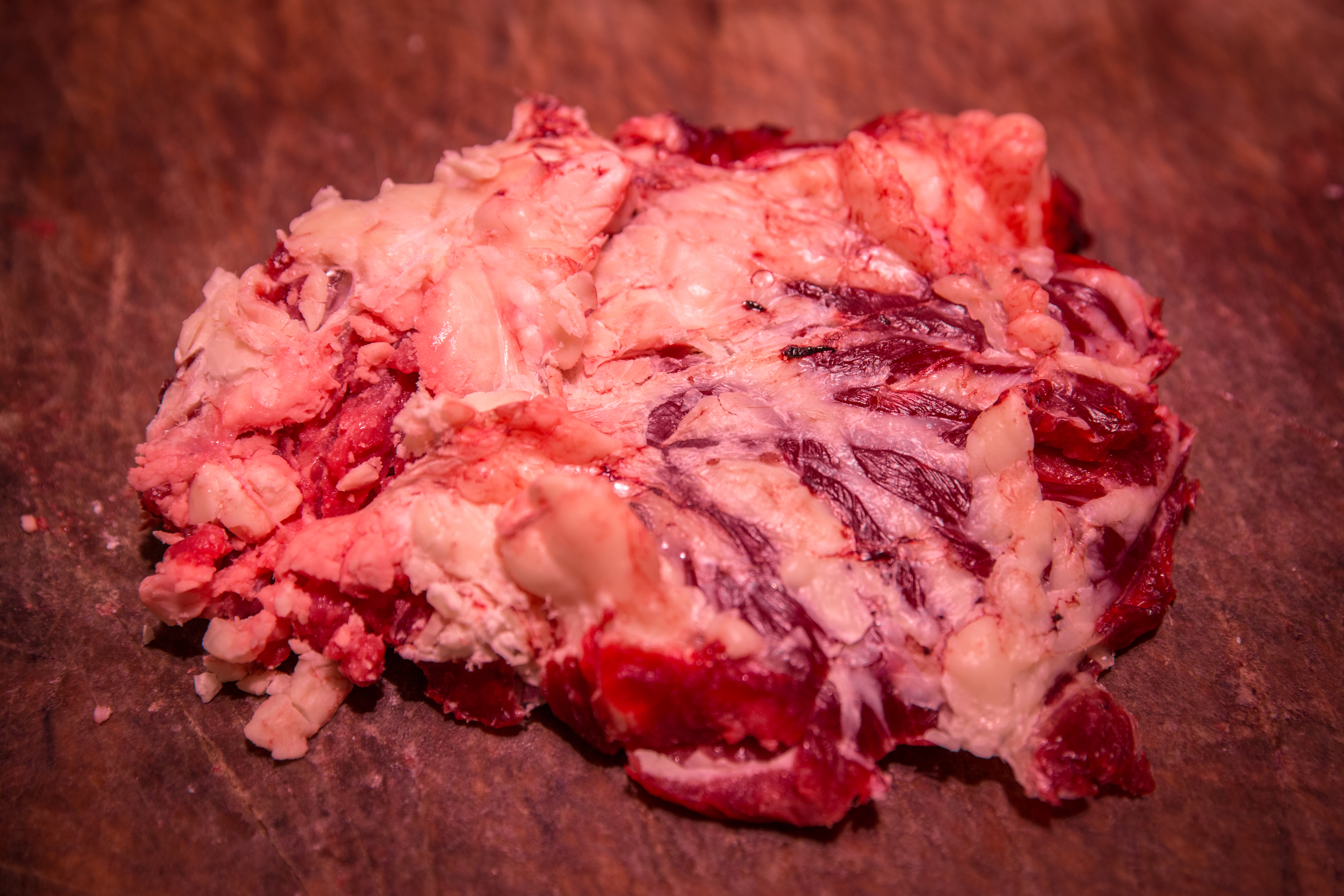
De spinnenkop ontleent zijn naam aan het patroon van vet en ligamenten dat de spiervezels doorkruist

De spinnenkop is een stuk rundvlees uit het achterkwartier. De spier bevindt zich aan de binnenkant van het schaambeen, tussen de filet pur en de bil. Aangezien er per koe twee spinnenkoppen van ongeveer 600 gram zijn (één aan elke achterpoot) is het een vrij zeldzaam stuk vlees.
De spinnenkop dankt haar naam aan de specifieke manier waarop de spier doorregen is met vet en ligamenten: het patroon lijkt op een spin met acht poten of een spinnenweb. Bovendien wordt de spier niet vaak gebruikt, waardoor het vlees ook een malse structuur heeft.
Het stuk is niet erg presentabel en wordt derhalve vaak verwerkt tot filet americain of stoofvlees, maar kan ook gebakken worden als een biefstuk. 
Een slager kan er de kwaliteit van het hele karkas aan aflezen: wat de vetverdeling is en hoe vezelig het vlees is.